# Relativité restreinte
 (août 2025).
Si vous disposez d'ouvrages ou d'articles de référence ou si vous connaissez des sites web de qualité traitant du thème abordé ici, merci de compléter l'article en donnant les références utiles à sa vérifiabilité et en les liant à la section « Notes et références ».
Pour les articles homonymes, voir relativité.
La relativité restreinte est la théorie élaborée par Albert Einstein en 1905 en vue de tirer toutes les conséquences physiques de la relativité galiléenne et du principe selon lequel la vitesse de la lumière dans le vide a la même valeur dans tous les référentiels galiléens (ou inertiels), ce qui était implicitement énoncé dans les équations de Maxwell (mais interprété bien différemment jusque-là, avec « l'espace absolu » de Newton et l'éther).
La relativité galiléenne énonce, en langage moderne, que toute expérience faite dans un référentiel inertiel se déroule de manière parfaitement identique dans tout autre référentiel inertiel. Devenu « principe de relativité » avec Einstein pour tenir compte de l'invariance de la vitesse de la lumière dans le vide, ses conséquences seront ensuite étudiées dans les référentiels non inertiels. Plus tard encore, Einstein étudiera les effets de la gravitation et son  équivalence avec une accélération, ce qui sera le point de départ de la relativité générale.
La théorie de la relativité restreinte a établi de nouvelles formules permettant de passer d'un référentiel galiléen à un autre. Les équations correspondantes conduisent à des prévisions de phénomènes qui heurtent le sens commun (mais aucune de ces prévisions n'a été infirmée par l'expérience), un des plus surprenants étant le ralentissement des horloges en mouvement, qui a permis de concevoir l'expérience de pensée souvent appelée paradoxe des jumeaux. Ce phénomène est régulièrement utilisé en science-fiction.
La relativité restreinte a eu également un impact en philosophie en éliminant toute possibilité d'existence d'un temps et de durées absolus dans l'ensemble de l'univers (Newton). À la suite d'Henri Poincaré, elle a forcé les philosophes à se poser différemment la question du temps et de l'espace.

## Origines de la théorie

### Bref historique
En mécanique newtonienne, les vitesses s'additionnent lors d'un changement de référentiel : ce sont les transformations de Galilée. Par exemple si, d'une fusée s'éloignant de la Terre à la vitesse de 7 km/s, on tire un boulet de canon vers l'avant à la vitesse de 1 km/s par rapport à la fusée, la vitesse du projectile vu de la Terre sera de 8 km/s ; si le boulet est tiré vers l'arrière, sa vitesse observée de la Terre sera de 6 km/s.
À la fin du XIXe siècle, James Clerk Maxwell établit les équations régissant les ondes électromagnétiques et notamment les ondes lumineuses. Selon cette théorie, la vitesse de la lumière ne devait dépendre que des propriétés électriques et magnétiques du milieu, ce qui posait un problème dans le cas où ce milieu est le vide car cela suggère une indépendance de la vitesse de la lumière par rapport au référentiel de l'instrument de mesure : si on émet un faisceau lumineux depuis la fusée de l'exemple ci-dessus, vers l'avant ou vers l'arrière, la vitesse de la lumière mesurée par rapport à la Terre sera la même, contrairement à celle du boulet. L'hypothèse de l'éther, milieu de propagation de la lumière, donc hypothèse assez naturelle, devait enlever à la lumière cette propriété et rendre sa propagation compatible avec la relativité galiléenne. En 1887, une expérience fut conduite par Michelson et Morley pour mesurer la vitesse de la Terre par rapport à cet éther : expérience similaire à celle de la fusée évoquée ci-dessus, et où la Terre tient elle-même le rôle de la fusée. Ils voulaient mesurer cette vitesse en mettant en évidence la différence de vitesse de la lumière entre différentes directions de propagation possibles. N'ayant pas détecté de différence significative, le résultat de cette expérience s'avéra difficile à interpréter, tant et si bien que leurs auteurs allèrent jusqu'à imaginer une contraction, inexpliquée, des instruments de mesure dans certaines directions : la relativité restreinte justifiera cela par la suite.

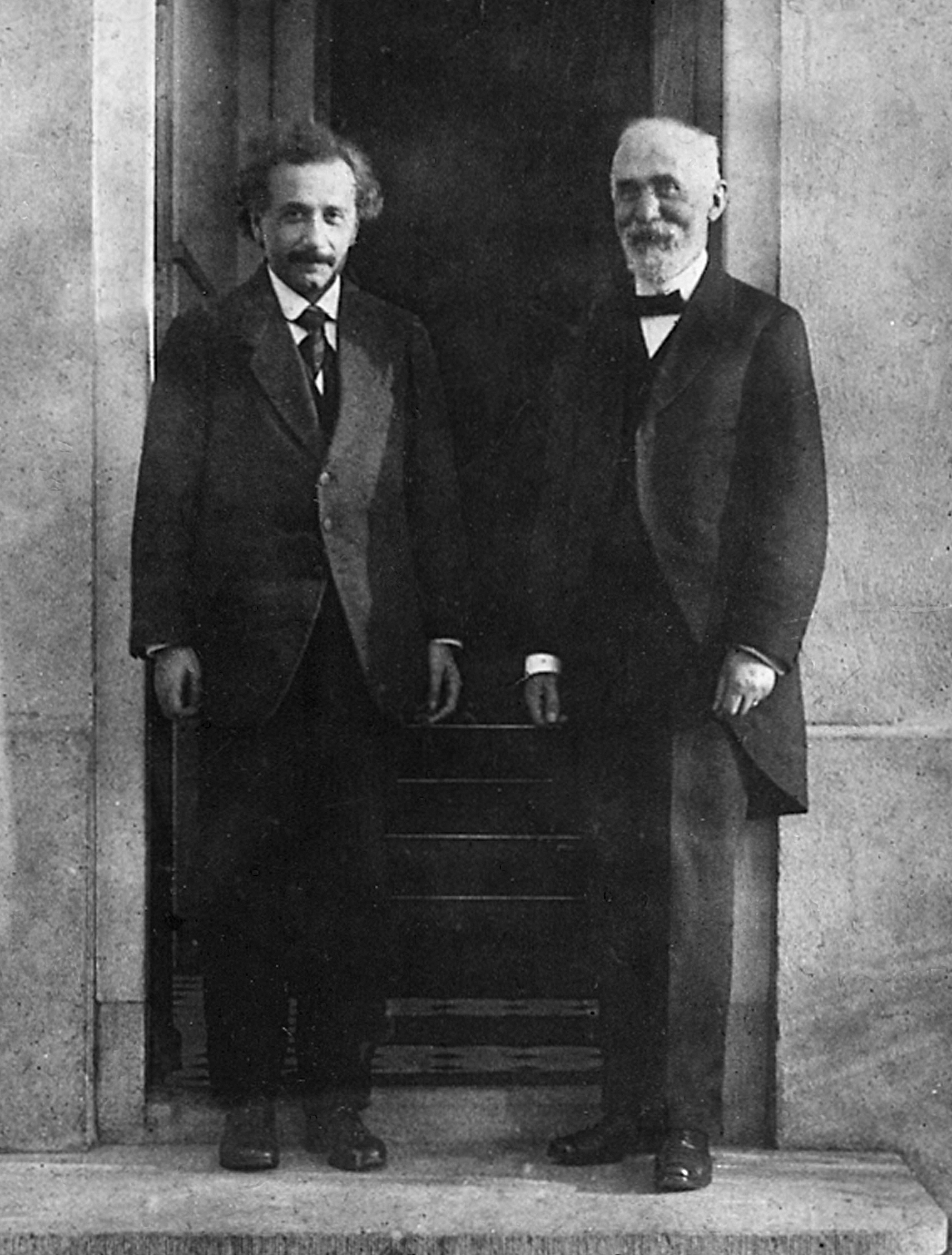
Albert Einstein et Hendrik Lorentz, en 1921.

Des formules de transformation pour passer d'un observateur à un autre furent établies par Hendrik Lorentz avant 1904, ; il s'agissait d'équations de compatibilité dont la signification n'était pas claire aux yeux de leur auteur. D'autres physiciens, tels que Woldemar Voigt (1887), avaient eu une démarche similaire plus tôt encore. Henri Poincaré a publié des articles pour présenter la théorie de la relativité restreinte. La répartition des rôles de tel ou tel savant dans l'émergence de la théorie de la relativité restreinte fit l'objet d'une controverse, en particulier dans les années 2000.
En 1905, dans son article intitulé De l'électrodynamique des corps en mouvement,, Albert Einstein vulgarisa les concepts et présenta la relativité comme suit :
- L'éther est une notion arbitraire qui n'est pas utile à l'expression de la théorie de la relativité.
- La vitesse de la lumière dans le vide est égale à c dans tous les référentiels inertiels. Elle ne dépend ni du mouvement de la source ni de l’observateur.
- Les lois de la physique respectent le principe de relativité.

Les équations de Lorentz qui en découlent sont conformes à la réalité physique. Elles ont des conséquences inattendues. Ainsi un observateur attribue à un corps en mouvement une longueur plus courte que la longueur attribuée à ce même corps au repos et la durée des phénomènes qui affectent le corps en mouvement est allongée par rapport à cette « même » durée mesurée par des observateurs immobiles par rapport à ce corps.
Einstein a également réécrit les formules qui définissent la quantité de mouvement et l'énergie cinétique de manière à rendre leur expression invariante dans une transformation de Lorentz.
Le temps et les trois coordonnées d'espace jouant des rôles indissociables dans les équations de Lorentz, Hermann Minkowski les interpréta dans un espace-temps à quatre dimensions. Remarquons toutefois que le temps et l'espace restent de natures différentes et qu'on ne peut donc pas assimiler l'un à l'autre. Par exemple on peut faire demi-tour dans l'espace alors que cela est impossible dans le temps.

### Attitude du comité Nobel
En 1912, Lorentz et Einstein furent proposés pour un prix Nobel conjoint pour leur travail sur la théorie. La recommandation était de Wien, lauréat de 1911, qui déclara que « bien que Lorentz doive être considéré comme le premier à avoir trouvé le contenu mathématique du principe de relativité, Einstein réussit à le réduire en un principe simple. On devrait dès lors considérer le mérite des deux chercheurs comme comparable ». Einstein ne reçut jamais de prix Nobel pour la relativité, ce prix n'étant, en principe, jamais accordé pour une théorie pure. Le comité attendit donc une confirmation expérimentale. Le temps que cette dernière se présente, Einstein était passé à d'autres travaux importants.
Einstein se verra finalement décerner le prix Nobel de physique en 1921 « pour ses apports à la physique théorique, et spécialement pour sa découverte de la loi de l'effet photoélectrique ».

## La théorie

### Les postulats d'Einstein (1905)
La théorie d'Einstein est centrée sur le principe de relativité qui concerne l'observation et la mesure des phénomènes en fonction du référentiel depuis lequel l'observateur (ou l'appareil de mesure) effectue les mesures sur l'expérience.
La relativité restreinte considère principalement le cas où l'observateur comme le système observé sont dans un référentiel inertiel. Elle décrit aussi les référentiels accélérés en dehors des cas qui font intervenir la gravitation. Ces derniers sont l'objet d'étude de la relativité générale. Rappelons qu'un référentiel est dit inertiel si tout objet isolé de ce référentiel (sur lequel ne s’exerce aucune force ou sur lequel la résultante des forces est nulle) est soit immobile, soit en mouvement de translation rectiligne uniforme. Par exemple : une fusée dans l'espace loin de toute masse constitue un référentiel inertiel si aucun moteur n'est allumé.
Les deux postulats de la relativité restreinte sont les suivants :
1. Les lois de la physique ont la même forme dans tous les référentiels galiléens
2. La vitesse de la lumière dans le vide a la même valeur dans tous les référentiels galiléens

Le premier postulat est le principe de relativité proprement dit, dans sa conception restreinte à la classe des référentiels inertiels. Il formalise un constat de Galilée selon lequel le mouvement rectiligne uniforme est « comme rien » pour l'observateur appartenant au référentiel mobile.
Le second postulat formalise l'interprétation des équations de Maxwell suivant laquelle il n'y a pas d'éther, et il est conforme aux expériences (en premier lieu celle de Michelson et Morley). Il est équivalent au postulat que la vitesse de la lumière ne dépend pas de la vitesse de la source lumineuse dans le référentiel de l'observateur. Une des conséquences est que la lumière peut être utilisée, de manière identique dans tout référentiel inertiel, comme moyen de communication pour y synchroniser les horloges qui y sont immobiles.
On peut se passer du second postulat pour déterminer les équations des transformations de Lorentz à condition d'introduire une hypothèse supplémentaire au premier postulat : l'espace-temps est homogène et isotrope. Ce fait est découvert dès 1908 par Walther Ritz,,, et, indépendamment de celui-ci, par Richard C. Tolman,, ainsi que par Jakob Kunz (en), et par Daniel F. Comstock,. L'hypothèse additionnelle conduit à un groupe de transformations, dépendant d'un paramètre c2, physiquement homogène au carré d'une vitesse. Ces transformations s'identifient aux transformations de Galilée si c2 est infini et aux transformations de Lorentz si c2 est fini positif. L'identification de c à la vitesse de la lumière, établie comme finie par les observations, se traduit par le second postulat. Jean-Marc Lévy-Leblond fait remarquer que cette approche implique seulement l'existence d'une vitesse-limite c, qui est celle de toutes les particules sans masse, et donc de la lumière dans nos théories actuelles. Si le photon devait s'avérer avoir une masse (voir à ce sujet les propriétés physiques du photon), la relativité (ou plus exactement sa description mathématique) ne serait pas remise en question, mais la lumière aurait une vitesse légèrement inférieure à c, et qui dépendrait des référentiels, ainsi d'ailleurs que de l'énergie des photons la constituant, et donc de sa longueur d'onde.

### Synchronisation des horloges
La synchronisation des horloges immobiles au sein d'un même référentiel inertiel permet de dater les événements qui y sont observés et de définir une simultanéité pour ce référentiel, alors que les informations ne parviennent à l'observateur que de manière retardée car elles voyagent au maximum à la vitesse de la lumière.
Mais, deux horloges en mouvement l'une par rapport à l'autre ne peuvent pas être synchronisées, la simultanéité ne pouvant être la même pour deux référentiels inertiels en mouvement l'un par rapport à l'autre.

### Mesure du temps et des longueurs dans les référentiels
Deux référentiels inertiels étant donnés, en translation rectiligne uniforme l'un par rapport à l'autre, comment s'assurer qu'ils ont le même système de mesure du temps et des longueurs ?
- Tout d'abord, dans un seul référentiel, les hypothèses de l'isotropie et de l'homogénéité de l'espace impliquent que les mesures que l'on peut faire sur un objet ne dépendent pas de sa position dans le référentiel.
- En transmettant des doubles de l'unité de mesure et de l'horloge de référence d'un référentiel inertiel à l'autre, on leur fait subir une accélération (pour passer de l'immobilité dans l'un à l'immobilité dans l'autre), ce qui implique que ces doubles ne sont pas dans un référentiel inertiel durant cette phase mais dans un référentiel accéléré : on peut imaginer que dans ce référentiel transitoire, leurs propriétés ne sont plus les mêmes. Mais une fois l'immobilité acquise dans le nouveau référentiel, le principe de relativité implique qu'ils ont les mêmes propriétés que dans leur précédent référentiel inertiel : les unités de mesure sont les mêmes dans les deux référentiels. Ce sera la vitesse relative entre les deux référentiels qui donnera des différences de mesures pour une même expérience.

Le phénomène du « ralentissement des horloges en mouvement » ne permet pas de synchroniser des horloges en mouvement avec celles qui sont immobiles dans le référentiel de l'observateur.

### Les transformations de Lorentz

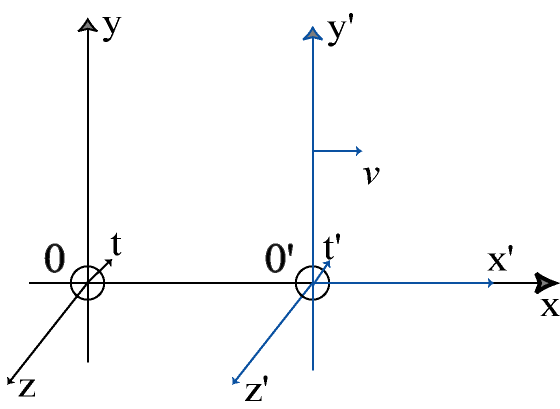
Systèmes d'axes parallèles pour faciliter le travail

On considère deux référentiels {\displaystyle {\mathcal {R'}}} et {\displaystyle {\mathcal {R}}}, le premier référentiel {\displaystyle {\mathcal {R'}}} étant animé de la vitesse {\displaystyle {\vec {v}}} par rapport au référentiel {\displaystyle {\mathcal {R}}}. Pour simplifier le calcul on travaille d'abord dans le cadre de transformations dites « spéciales », caractérisées par le fait que les systèmes d'axes x, y, z et x′, y′, z′ sont parallèles, que les axes O′x′ et Ox sont communs et parallèles à la vitesse {\displaystyle {\vec {v}}}, et en supposant que quand les origines spatiales des deux référentiels étaient confondues, les horloges (fixes dans les référentiels respectifs, en O et O′) indiquaient toutes deux t = 0 et t′ = 0 (initialisation des horloges). Cette restriction ne nuit nullement à la généralité des résultats. On écrira ci-dessous les formules relatives à une vitesse pointant dans une direction quelconque.
Les hypothèses d'Einstein conduisent aux transformations dites « de Lorentz ». Les formules de Lorentz permettent d'exprimer les coordonnées (x, y, z, t) d'un événement donné dans le référentiel « fixe » (disons la Terre) en fonction des coordonnées (x′, y′, z′, t′) du même événement mesurées dans le référentiel « mobile » depuis le référentiel "fixe" . Elles s'écrivent :
où {\displaystyle \beta } et {\displaystyle \gamma } sont des facteurs sans dimension définis par {\displaystyle \beta =v/c\qquad \gamma ={\frac {1}{\sqrt {1-\beta ^{2}}}}\,.}
Ces expressions se simplifient et prennent une forme proche d'une rotation si on fait intervenir les fonctions hyperboliques de paramètre θ, appelé rapidité, qui est un angle de « rotation » dans l'espace de Minkowski, défini par
{\displaystyle \tanh \theta =v/c\equiv \beta \qquad {\text{soit}}\qquad \theta =\operatorname {artanh} (v/c)\equiv \operatorname {artanh} \,\beta }
Avec ces notations on obtient
{\displaystyle \gamma =(1-\beta ^{2})^{-1/2}=(1-\tanh ^{2}\,\theta )^{-1/2}=\cosh \,\theta }
et
Pour obtenir les formules correspondant à la transformation inverse il suffit de changer β en -β, et donc θ en -θ.
Une recette : pour trouver le signe à mettre devant sinh θ, il suffit de considérer un point au repos dans l'un des référentiels (disons celui de la fusée, avec x′ = 0 par exemple) et de voir quel doit être le signe de la coordonnée spatiale dans l'autre référentiel (disons le référentiel fixe dans lequel x croît si la fusée a une vitesse positive).

### Relativité de la simultanéité, du temps et des longueurs
Les transformations de Lorentz mènent à une vision révolutionnaire de la physique et font apparaître des phénomènes qui heurtent le sens commun.
Dans les exemples qui suivent nous allons être amenés à considérer deux événements successifs. On réécrira donc les formules précédentes en remplaçant les x et les t par des Δx et des Δt représentant l'écart spatial ou temporel entre le premier événement et le second.

#### Relativité de la simultanéité
La relativité limite la notion de simultanéité aux événements vus à partir d'un seul référentiel galiléen : si deux événements sont simultanés dans {\displaystyle {\mathcal {R}}}, en deux points différents de {\displaystyle {\mathcal {R}}}, alors, en général, ils ne sont plus vus comme simultanés dans un autre référentiel {\displaystyle {\mathcal {R'}}} en mouvement par rapport à {\displaystyle {\mathcal {R}}}.
Les transformations de Lorentz permettent de s'en assurer : de manière générale on sait que {\displaystyle \ \Delta t'=\gamma (\Delta t-v\Delta x/c^{2})}, donc si {\displaystyle \ \Delta t=0} dans le référentiel {\displaystyle {\mathcal {R}}}, alors dans le référentiel {\displaystyle {\mathcal {R'}}} on a {\displaystyle \Delta t'=-\gamma v\Delta x/c^{2}\neq 0} si {\displaystyle \ \Delta x\neq 0}.
On peut remarquer que si dans {\displaystyle {\mathcal {R}}} le segment de droite reliant les deux points est perpendiculaire à la vitesse relative entre les deux référentiels, c'est-à-dire {\displaystyle \ \Delta x=0}, mais {\displaystyle \ \Delta y\neq 0} et/ou {\displaystyle \ \Delta z\neq 0}, alors les deux événements sont aussi vu comme simultanés dans le référentiel {\displaystyle {\mathcal {R'}}}. C'est un exemple montrant que dans la relativité des mesures en passant d'un référentiel à un autre, il y a des différences d'effets entre la direction de la vitesse relative entre ces deux référentiels et les directions perpendiculaires.

#### Dilatation des durées
L'intervalle de temps séparant deux événements dans un référentiel est mesuré par une quantité différente dans un autre référentiel si celui-ci est en mouvement par rapport au premier. Ainsi, une horloge en mouvement dans un référentiel semblera ralentie par rapport à une horloge identique mais immobile dans ce référentiel.

Si l'installation avec deux miroirs A et B est vue immobile, la distance parcourue par la lumière est 2*L. Si l'installation est vue en mouvement, la distance parcourue est 2*D, supérieure à 2*L, mais à la même vitesse par la lumière. Donc, le phénomène prend plus de temps quand il est vu en mouvement.

Une vérification expérimentale a été menée en 1960 par les physiciens Robert Pound et Glen Rebka en accélérant des atomes, d'un cristal radioactif vibrant autour de leur position d'équilibre, par augmentation de la chaleur, ce qui a donné une mesure plus petite de la fréquence des rayons gamma émis (c'est-à-dire une dilatation de leur période), les mesures étant en accord avec les prévisions avec 10 % de marge d'erreur.
Un paradoxe semble alors apparaitre : comment peut-il se faire que les horloges de {\displaystyle {\mathcal {R}}} ralentissent quand elles sont vues depuis {\displaystyle {\mathcal {R'}}}, et que, par symétrie, les horloges de {\displaystyle {\mathcal {R'}}} ralentissent quand elles sont vues depuis {\displaystyle {\mathcal {R}}} ? Ceci ne pose pas de problème : chaque référentiel voit l'autre fonctionner au ralenti, et, s'il y a une mise à zéro commune des horloges des deux référentiels, chacun voit ce qui vient du passé de l'autre par rapport au temps écoulé sur sa propre horloge immobile. Le cas où entre deux horloges il y a une rencontre puis un éloignement et ensuite une nouvelle rencontre, permettant de comparer à proximité le temps écoulé entre les deux rencontres chez l'une et l'autre, est l'objet du paradoxe des jumeaux.

#### Contraction des longueurs
Supposons qu'une barre de longueur L soit immobile dans le référentiel {\displaystyle {\mathcal {R'}}}, orientée dans la direction de la vitesse relative entre les référentiels {\displaystyle {\mathcal {R'}}} et {\displaystyle {\mathcal {R}}} et qu'elle soit mesurée, au passage, à l'aide d'une règle immobile dans le référentiel {\displaystyle {\mathcal {R}}}. Cette mesure donnera un résultat plus petit que L : dans le référentiel {\displaystyle {\mathcal {R}}}, la barre est en mouvement et est mesurée plus courte que sa longueur propre.
Les transformations de Lorentz sont, en supposant la vitesse parallèle à l'axe (ox) et en posant {\displaystyle \beta ={\frac {v}{c}}} et {\displaystyle \gamma ={\frac {1}{\sqrt {1-\beta ^{2}}}}>1} :
{\displaystyle \,~\left\{{\begin{matrix}c\Delta t'=\gamma \left(c\Delta t-\beta \Delta x\right)\\\Delta x'=\gamma \left(\Delta x-\beta c\Delta t\right)\\\Delta y=\Delta y'\\\Delta z=\Delta z'\end{matrix}}\right.}
Pour la mesure faite dans le référentiel {\displaystyle {\mathcal {R}}}, on a {\displaystyle \Delta t=0}, et on obtient {\displaystyle L=\Delta x'=\gamma \Delta x\,\Rightarrow \,L'=\Delta x=\gamma ^{-1}L\,<\,L}.
On remarque que {\displaystyle \ \Delta y'=\Delta y} et {\displaystyle \ \Delta z'=\Delta z} : les mesures des longueurs perpendiculaires à la vitesse relative entre les référentiels sont inchangées.
On montre aussi la non simultanéité de la détermination des extrémités vue depuis l'autre référentiel : {\displaystyle c\Delta t'=-\gamma \beta \Delta x\,\neq 0}, ce qui permet de dire que vue depuis le référentiel en mouvement, la mesure faite dans celui où la règle est immobile n'est pas bien faite.
De même qu'avec le ralentissement des horloges en mouvement, on peut tomber sur de nombreux paradoxes. L'un des plus connus relatifs à cette contraction relativiste des longueurs est celui de la voiture censée rentrer dans un garage plus court qu'elle, à condition de rouler assez vite : le paradoxe du train.

#### Illustration simple
Dans l'expérience suivante, qui illustre de façon simple la dilatation du temps prévue par la relativité restreinte, on considère une montre à photons dans laquelle un grain de lumière effectue à la vitesse c de la lumière des allers-retours entre deux miroirs.
La durée d'un aller-retour dans un référentiel est égale au quotient du trajet effectué dans ce référentiel par la vitesse de la lumière, laquelle ne dépend pas du référentiel. Si la montre est fixe par rapport à l'observateur, le trajet correspond à la distance au repos entre les deux miroirs et dure un temps 2t. Si la montre se déplace par rapport à l'observateur, celui-ci verra le photon suivre une ligne brisée plus longue que le segment parcouru dans le référentiel précédent. La durée 2t ' du parcours est supérieure à 2t : l'observateur verra la montre en mouvement retarder.

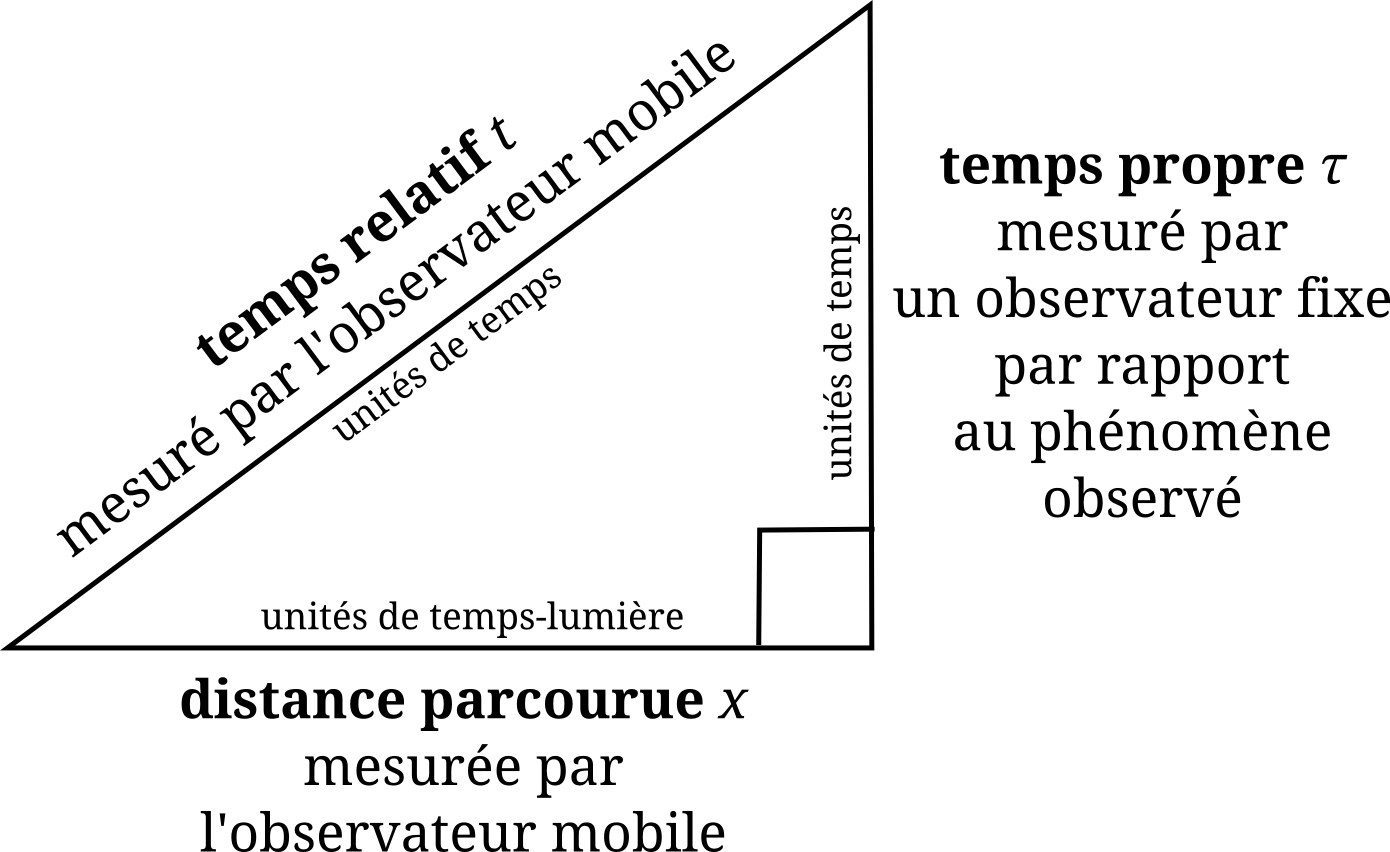
Le triangle des temps : une approche géométrique de la dilatation du temps. Les temps propre et relatif apparaissent visuellement sur un triangle rectangle.
Le temps propre est toujours plus court que le temps relatif (hypoténuse) :.
La distance parcourue x, mesurée en temps-lumière dans le référentiel en mouvement, est toujours plus courte que t, ainsi la vitesse d'un objet ne peut dépasser celle de la lumière dans le vide.

La longueur de l'hypoténuse du triangle rectangle ABH de la figure est ct ', celle de la hauteur est ct et celle de la base est vt ' si on note v la vitesse de translation de la montre dans le référentiel « fixe ». On a donc (théorème de Pythagore) :
{\displaystyle c^{2}t'^{2}=c^{2}t^{2}+v^{2}t'^{2}\,,}
d'où on tire immédiatement
{\displaystyle t'={t \over {\sqrt {1-(v^{2}/c^{2})}}}\equiv \gamma t\ .}
On retrouve donc de façon simple la formule antérieure donnant la dilatation du temps constatée par l'observateur fixe..
La vitesse de la lumière étant d'environ 300 000 km/s, un avion volant à 0,3 km/s (soit 1 000 km/h) a une vitesse proche du millionième de celle de la lumière de sorte que l'erreur commise en utilisant l'approximation galiléenne est inférieure à un millionième de millionième (soit 10-12), tout à fait négligeable dans la pratique courante. Cependant pour des mesures très précises de temps de trajets utilisées dans les expériences spatiales et aussi par le GPS, il faut impérativement tenir compte des corrections relativistes (à la fois celles de la relativité restreinte et de la relativité générale d'ailleurs).
Pour un corps se déplaçant à une vitesse égale au dixième de celle de la lumière, l'effet relativiste est de l'ordre de un pour cent. Ainsi les effets relativistes ne deviennent significatifs que pour des vitesses proches de la vitesse de la lumière, impossibles à atteindre dans la vie courante (mais pas en laboratoire : les accélérateurs de particules permettent au contraire d'atteindre des vitesses allant jusqu'à quelques mètres par seconde de moins que c seulement). C'est une des raisons pour lesquelles nous avons des difficultés à appréhender concrètement le fonctionnement de la relativité restreinte.

### L'intervalle d'espace-temps entre deux événements
La théorie relativiste peut donner l'impression (ne serait-ce que par son nom) de rendre les choses totalement dépendantes du référentiel (inertiel) depuis lequel sont faites les mesures. Pourtant la relativité restreinte s'attache au contraire à dégager ce qui est invariant par les transformations de Lorentz. Dans cette optique l’invariance de l'intervalle d'espace-temps entre deux événements est un élément fondateur de la théorie relativiste.
Dans un référentiel, un événement est caractérisé par ses coordonnées spatio-temporelles : « tel endroit, tel instant ». Deux événements situés respectivement en x1,y1,z1,t1 et en x2 y2, z2, t2 sont séparés par un « intervalle d'espace-temps » dont le carré est défini par
{\displaystyle (\Delta s)^{2}=c^{2}(t_{2}-t_{1})^{2}-(x_{2}-x_{1})^{2}-(y_{2}-y_{1})^{2}-(z_{2}-z_{1})^{2}\,.}
Nous écrirons plus simplement
{\displaystyle \Delta s^{2}=c^{2}\Delta t^{2}-\Delta x^{2}-\Delta y^{2}-\Delta z^{2}=c^{2}\Delta t^{2}-\Delta l^{2}}
Cette quantité {\displaystyle \ \Delta s^{2}}, appelée « carré de l'intervalle d'espace-temps », est un invariant relativiste : sa valeur ne dépend pas du référentiel inertiel dans lequel on l'évalue, les transformations de Lorentz montrant que {\displaystyle \ c^{2}\Delta t^{2}-\Delta x^{2}-\Delta y^{2}-\Delta z^{2}=c^{2}\Delta t'~^{2}-\Delta x'~^{2}-\Delta y'~^{2}-\Delta z'~^{2}}.
Par suite de la présence du signe « - » dans la formule de ce "carré", il peut se révéler positif ou négatif : l'appellation de "carré" n'est que conventionnelle. C'est ce qui fait toute la différence avec le carré de la distance euclidienne, qui, elle, est toujours positive : les quantités {\displaystyle \ \Delta t^{2}} et {\displaystyle \ \Delta l^{2}} sont de « véritables » carrés, et à ce titre positifs.
Le signe de l'invariant d'espace-temps Δs2 permet de classer deux événements l'un par rapport à l'autre, imagé par le cône de lumière, ce classement a un caractère absolu et correspond à leur possibilité ou non d'être liés par un lien causal.
Le temps et l'espace jouent des rôles similaires dans l'intervalle d'espace-temps, il est donc logique de les mesurer de la même façon. C'est le point de vue adopté par la nouvelle définition de la vitesse de la lumière, qui, en étant fixée de manière arbitraire, établit une équivalence de fait entre longueur et temps, en redéfinissant le mètre à partir de la seconde. Concrètement, du fait que la vitesse de la lumière est identique dans tout référentiel inertiel, on peut mesurer une distance ou un temps indifféremment en centimètres ou en secondes.

### Le temps propre
Le temps propre d'une horloge est le temps qui s'écoule au rythme où elle l'affiche. Le temps propre d'une particule est le temps propre d'une horloge qui serait à sa place, c'est le temps qui s'écoule dans un référentiel où elle est immobile. Du fait du « ralentissement des horloges en mouvement », un observateur (au moins dans un référentiel inertiel) estime que le temps propre de l'horloge est ralenti par rapport à son temps propre à lui, sauf si l'observateur est lui-même immobile par rapport à elle. Le temps propre d'un référentiel est en général noté {\displaystyle \ \tau }.
Dans le référentiel (supposé inertiel) où elle est immobile, la particule a un écoulement de son temps propre {\displaystyle \ \Delta \tau } et les variations de ses coordonnées spatiales sont nulles {\displaystyle \ \Delta x_{0}=\Delta y_{0}=\Delta z_{0}=0}, et vu d'un autre référentiel inertiel ces variations sont {\displaystyle \ \Delta t} et {\displaystyle \ \Delta x;\Delta y;\Delta z}. Du fait de l'invariance du carré de l'intervalle d'espace-temps, on a {\displaystyle \ \Delta s^{2}=c^{2}.\Delta \tau ^{2}=c^{2}.\Delta t^{2}-\Delta x^{2}-\Delta y^{2}-\Delta z^{2}}, ainsi {\displaystyle \ \Delta \tau ={\frac {\Delta s}{c}}} : le temps propre et l'intervalle d'espace-temps sont égaux, au coefficient {\displaystyle 1 \over c} près. Au moins de ce fait, le temps propre est invariant par changement de référentiel.
Et comme {\displaystyle \ c^{2}.\Delta \tau ^{2}=c^{2}.\Delta t^{2}-\Delta x^{2}-\Delta y^{2}-\Delta z^{2}>0}, alors {\displaystyle \Delta \tau =\Delta t.{\sqrt {1-{\frac {v^{2}}{c^{2}}}}}<\Delta t} où {\displaystyle {\vec {v}}=\left({{\Delta x} \over {\Delta t}};{{\Delta y} \over {\Delta t}};{{\Delta z} \over {\Delta t}}\right)} est la vitesse relative et constante entre les deux référentiels, formule que l'on retrouve directement par les transformations de Lorentz.
Comme {\displaystyle \Delta \tau <\Delta t}, le temps propre {\displaystyle \Delta \tau } est plus court que le temps {\displaystyle \Delta t} du référentiel où sont faites les mesures par l'observateur : c'est le ralentissement des horloges en mouvement.
On remarque ainsi qu'une particule se déplaçant à la vitesse de la lumière n'a pas de temps propre, ou encore que son temps propre ne s'écoule pas : {\displaystyle v=c\;} et {\displaystyle \;\Delta \tau =\Delta t.{\sqrt {1-{\frac {v^{2}}{c^{2}}}}}\Rightarrow \Delta \tau =0}. Le déplacement à la vitesse de la lumière, et donc l'absence de temps propre, ne concerne en fait que les particules de masse nulle.

## Diagramme d'espace-temps

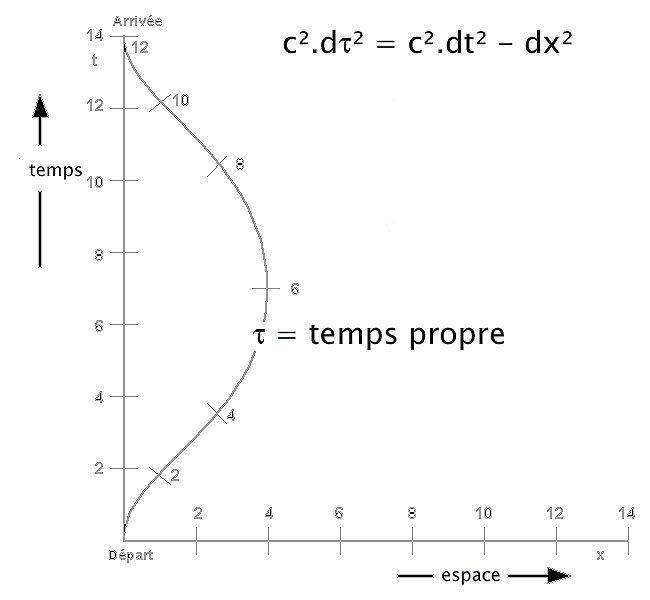
Trajectoire fermée (dans l'espace) d'une particule dans l'espace-temps.
Le temps propre de la trajectoire de la particule est plus court que le temps t mesuré dans le référentiel, contrairement à ce que suggère le dessin.

En mécanique newtonienne, l'espace est séparé du temps et on étudie le mouvement d'une particule en fonction d'un temps absolu. Graphiquement on représente la trajectoire dans l'espace, mais jamais dans le temps, et cette trajectoire peut avoir par exemple la forme d'une droite ou d'une ellipse.
En relativité restreinte on suit des événements dans un espace à 4 dimensions, trois d'espace et une de temps, et par conséquent il est impossible dans le cas le plus général de visualiser la courbe représentant la succession d'événements traduisant le déplacement de la particule à la fois dans le temps et dans l'espace. Cette courbe est appelée ligne d'univers de la particule. Pour lever la difficulté de la représentation de 4 dimensions on se limite souvent à 2 dimensions, une d'espace et une de temps. Autrement dit on considère des mouvements seulement le long de l'axe des x, les coordonnées y et z restant inchangées. Ne restent alors que les variables x et t, lesquelles permettent de tracer dans un repère cartésien à deux dimensions la trajectoire d'une particule dans l'espace-temps : sa ligne d'univers.
La chose remarquable est que la ligne d'univers de la particule au repos n'est plus un seul point mais le segment de droite du temps. En effet, si la particule ne bouge pas (x = constante) le temps continue à s'écouler pendant la période considérée !

Diagramme de Minkowski d'un référentiel inertiel. En jaune le trajet d'un photon x = ct, avec c = vitesse de la lumière.
Trois référentiels sont représentés : une coordonnée spatiale et une temporelle pour chacun.
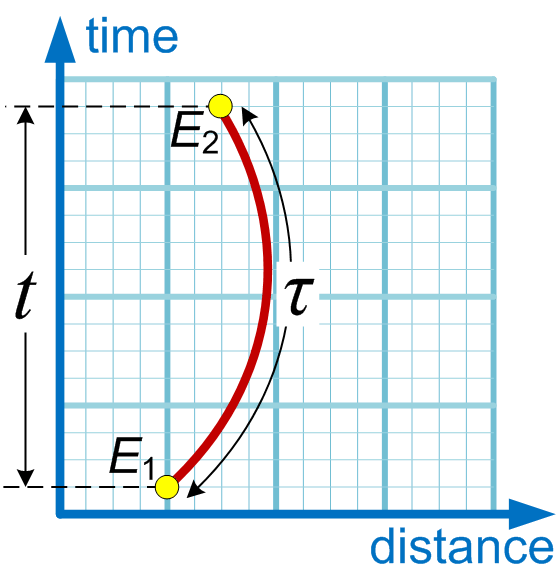
Le temps propre d'un trajet est dessiné plus grand que le temps du référentiel, alors qu'il est plus court : c'est une limite de cette représentation graphique.

Si un segment de droite représente dans ce diagramme un mouvement à vitesse constante, dans le cas général c'est une courbe qui traduira le mouvement d'une particule.
Le segment de droite entre « départ » et « arrivée » le long de l'axe temporel représente la ligne d'univers de la Terre, dont la coordonnée spatiale, égale à 0, ne varie pas. La ligne courbe représente la suite d'événements constituant le voyage de la fusée. La coordonnée curviligne permettant de repérer un point sur cette courbe est le temps propre de la fusée, celui que mesure l'horloge embarquée.
Les formules relativistes montrent que le temps propre le long du trajet curviligne est plus court que le temps propre le long du trajet rectiligne (ici celui qui représente le temps terrestre). Ce phénomène est le fondement du paradoxe des jumeaux. L'un des frères fait un aller-retour à une vitesse proche de la lumière (ce qui est d'ailleurs impossible à réaliser, mais il s'agit d'une expérience imaginaire) tandis que son frère reste à Terre. Au retour le voyageur se retrouve plus jeune que son frère. Cet effet a été confirmé expérimentalement, entre autres par l'expérience de Hafele-Keating et par sa nécessaire prise en compte dans le réglage des GPS.

## Vitesse et quadri-vitesse

### Loi de composition des vitesses
Dans une fusée se déplaçant à la vitesse {\displaystyle {\vec {v}}\,} par rapport à la Terre on tire un boulet de canon à la vitesse {\displaystyle {\vec {w}}\,} mesurée dans la fusée. Quelle est la vitesse {\displaystyle {\vec {w}}'\,} du boulet mesurée sur Terre ?
En cinématique galiléenne les vitesses s'ajoutent et on aurait
{\displaystyle {\vec {w}}'={\vec {w}}+{\vec {v}}\,.}
En cinématique relativiste la loi de composition des vitesses est différente :
En supposant que {\displaystyle {\vec {v}}=(v_{x};0;0)\,,} on écrit {\displaystyle \ v=v_{x}\,,} et
{\displaystyle w'_{x}={\frac {w_{x}+v_{x}}{1+(w_{x}v/c^{2})}}\,.}
{\displaystyle w'_{y}={\frac {1}{\gamma }}.{\frac {w_{y}}{1+(w_{x}v/c^{2})}}\,.}
Ou bien en notation vectorielle, nous pouvons décomposer la vitesse du boulet de canon en une vitesse parallèle {\displaystyle {\vec {w}}_{\parallel }}et une vitesse orthogonale {\displaystyle {\vec {w}}_{\perp }}, obtenant {\displaystyle {\vec {w}}={\vec {w}}_{\parallel }+{\vec {w}}_{\perp }}.
Soit en notation vectorielle :
{\displaystyle {\vec {w}}'={\frac {{\vec {w}}+{\vec {v}}}{1+{\frac {{\vec {w}}\cdot {\vec {v}}}{c^{2}}}}}+{\frac {1-\gamma }{\gamma \left(1+{\frac {{\vec {w}}\cdot {\vec {v}}}{c^{2}}}\right)}}{\frac {{\vec {v}}\wedge ({\vec {w}}\wedge {\vec {v}})}{||{\vec {v}}||^{2}}}} 

Cette relation montre que la loi de composition des vitesses en relativité restreinte n'est plus une loi additive et que la vitesse c est une vitesse limite quel que soit le référentiel considéré (on vérifie aisément que la composition de deux vitesses inférieures ou égales à c est encore inférieure ou égale à c).
Cependant, dans le cas où les deux vitesses {\displaystyle {\vec {v}}\,} et {\displaystyle {\vec {w}}\,} sont parallèles, il existe un paramétrage permettant d'obtenir une loi additive. Il suffit pour cela de passer de la vitesse v au paramètre angulaire de vitesse θ introduit précédemment, et appelé rapidité.
Montrons que dans une composition de vitesses les paramètres angulaires de vitesse s'ajoutent.
En posant {\displaystyle \theta =\operatorname {artanh} (v/c)}, {\displaystyle \alpha '=\operatorname {artanh} (w'/c)}, {\displaystyle \alpha =\operatorname {artanh} (w/c)}
et en utilisant la formule d'addition des fonctions hyperboliques {\displaystyle \tanh(\theta +\alpha ')={\frac {\tanh \theta +\tanh \alpha '}{1+\tanh \theta \,\tanh \alpha '}}}, on trouve {\displaystyle \alpha =\alpha '+\theta }
Le paramètre angulaire correspondant à la vitesse c est infini puisque artanh(x ), l'argument tangente hyperbolique de x, tend vers l'infini lorsque x tend vers 1. On retrouve donc le fait que c est une vitesse limite indépendante du référentiel choisi. Cette vitesse limite est impossible à atteindre pour une particule massive, seules les particules de masse nulle, comme le photon, peuvent se déplacer à la vitesse de la lumière.
Application numérique
Imaginons qu'un boulet soit tiré avec la vitesse w'  = 0,75c dans le référentiel d'une fusée se déplaçant elle-même à la vitesse v = 0,75c par rapport à la Terre. Quelle est la vitesse du boulet mesurée sur Terre ? Les formules relativistes nous invitent à procéder comme suit. L'angle paramétrique de vitesse de l'obus par rapport à la fusée est
{\displaystyle \alpha '=\operatorname {artanh} (0{,}75)=0{,}973\,.}
L'angle paramétrique de la vitesse de la fusée par rapport à la Terre a la même valeur
{\displaystyle \theta =0{,}973\,.}
La rapidité de l'obus par rapport à la Terre est donc {\displaystyle \alpha =0{,}973+0{,}973=1{,}946}, ce qui correspond à la vitesse
{\displaystyle w=c\,\tanh(1{,}946)=0{,}96\,c\,.}
On peut évidemment retrouver ce résultat directement sur la formule donnant w en fonction de w ’ et v.

### Le quadrivecteur vitesse
En mécanique newtonienne on étudie le mouvement d'un mobile en suivant sa position {\displaystyle {\vec {r}}} en fonction du temps t, ce temps étant supposé de caractère absolu, indépendant de l'horloge qui le mesure. En relativité on abandonne cette vision des choses pour considérer le mouvement d'une particule comme une succession d'événements {\displaystyle {\mathcal {P}}}, la courbe décrite par cet événement dans un espace à quatre dimensions (trois pour l'espace, une pour le temps) prenant alors le nom de « ligne d'univers ».
De même qu'en mécanique classique on définit la vitesse d'une particule en prenant la dérivée
{\displaystyle v=d{\vec {r}}/dt}
de la position par rapport au temps, de même en mécanique relativiste on définit le vecteur vitesse à quatre dimensions (ou quadrivecteur vitesse)
{\displaystyle \mathbf {u} =d{\mathcal {P}}/d\tau }
où {\displaystyle \tau \,} est le temps propre de la particule.
En explicitant les composantes de ce quadrivecteur dans un référentiel donné on peut écrire
{\displaystyle \mathbf {u} =\left(c{\frac {dt}{d\tau }},{\frac {dx}{d\tau }},{\frac {dy}{d\tau }},{\frac {dz}{d\tau }}\right)\,,}
expression dans laquelle nous avons introduit le facteur c pour travailler avec des coordonnées homogènes. On définit pour ce vecteur une pseudo-norme par l'expression : carré de la pseudo-norme de {\displaystyle \mathbf {u} } = (partie temporelle de {\displaystyle \mathbf {u} })² - (partie spatiale de {\displaystyle \mathbf {u} })² .
Du fait de l'invariance du carré de l'intervalle d'espace-temps par changement de référentiel inertiel, le carré de la pseudo-norme de la quadrivitesse est aussi un invariant par changement de référentiel. Et comme dans le référentiel inertiel propre (tangentiel et instantané) de la particule, seule la partie temporelle de la quadrivitesse de la particule est non nulle et vaut c (car le temps de ce référentiel est son temps propre et sa vitesse y est nulle) : le quadrivecteur vitesse y a pour composantes (c, 0, 0, 0). Par conséquent dans tout référentiel galiléen on aura la relation
carré de la pseudo-norme de {\displaystyle \mathbf {u} } = (partie temporelle de {\displaystyle \mathbf {u} })2 -  (partie spatiale de {\displaystyle \mathbf {u} })2 = c2 .
C'est l'invariance de cette pseudo-norme qui permet de parler du quadrivecteur d'une particule indépendamment de tout système de coordonnées.

## Le quadrivecteur énergie-impulsion
De même que la quantité de mouvement d'une particule, dont la variation est souvent appelée à tort « impulsion » par anglicisme, était le produit « {\displaystyle {\vec {p}}=m{\vec {v}}} » de la masse par la vitesse, de même le produit « m{\displaystyle \mathbf {u} } » du quadrivecteur vitesse « {\displaystyle \mathbf {u} } » par la masse « m » de la particule devient un quadrivecteur impulsion. On l'appelle souvent vecteur « énergie-impulsion », en exprimant ainsi le fait qu'énergie et impulsion (du moins quantité de mouvement) sont réunies en un concept physique de manière indissociable, de la même façon que l'espace et le temps composent l'espace-temps. En effet si les composantes spatiales de ce quadrivecteur s'identifient de façon évidente à celles d'une impulsion classique, les physiciens ont été conduits par Einstein à identifier la composante temporelle de ce quadrivecteur avec l’énergie de la particule considérée.
Dans un référentiel d'inertie (par exemple le référentiel terrestre en première approximation, nommé ci-après référentiel du laboratoire) les coordonnées des évènements liés à la particule suivie sont (t, x, y, z) et les composantes dans ce référentiel du quadrivecteur énergie-impulsion du mobile sont :
{\displaystyle \mathbf {p} =m\mathbf {u} =(E/c,p_{x},p_{y},p_{z})} ;       avec : {\displaystyle E/c=mc{\frac {dt}{d\tau }}\,;\qquad p_{x}=m{\frac {dx}{d\tau }}\,;\qquad p_{y}=m{\frac {dy}{d\tau }}\,;\qquad p_{z}=m{\frac {dz}{d\tau }}\,.}
Comme ce quadrivecteur est proportionnel à la quadrivitesse (qui est de pseudo-norme c) par des coefficients invariants par changement de référentiel inertiels, on a, dans tout référentiel inertiel :{\displaystyle \left(E/c\right)^{2}-\left({\vec {p}}\right)^{2}=m^{2}.c^{2}}

### Application des transformations de Lorentz
La définition du quadrivecteur énergie-impulsion, utilisant les éléments {\displaystyle \ (dt;dx;dy;dz)} et le temps propre {\displaystyle \ d\tau } invariant par changement de référentiel, permet d'y appliquer facilement les transformations de Lorentz pour un changement de référentiel inertiel dans le cas où {\displaystyle \ p_{x}} est parallèle à {\displaystyle \ V} la vitesse relative entre les deux référentiels :
{\displaystyle \ E'/c={\frac {E/c-V.p_{x}/c}{\sqrt {1-V^{2}/c^{2}}}}~;~p_{x'}={\frac {p_{x}-V.E/c^{2}}{\sqrt {1-V^{2}/c^{2}}}}~;~p_{y'}=p_{y}~;~p_{z'}=p_{z}}

### Expressionrelativistede l'énergie
Du fait de la définition du quadrivecteur énergie-impulsion, en particulier de sa coordonnée temporelle, on aboutit à l'expression de l'énergie totale de la particule dans le référentiel du laboratoire, celui par rapport auquel la particule est animée de la vitesse {\displaystyle {\vec {v}}} (car l'énergie dépend du référentiel dans lequel on la calcule !) sous la forme de :
{\displaystyle E=\gamma .{mc^{2}}={\frac {mc^{2}}{\sqrt {1-(v^{2}/c^{2})}}}}
En relativité restreinte, l'énergie totale d'une particule reste égale à la somme de l'énergie au repos m.c2 contenue dans sa masse et de l'énergie cinétique K. En tenant compte de l'expression relativiste de l'énergie, on voit que l'énergie cinétique d'une particule est donnée par l'expression :
{\displaystyle \mathrm {{\acute {E}}nergie~cin{\acute {e}}tique} =K=E-mc^{2}=mc^{2}\left({\frac {1}{\sqrt {1-(v^{2}/c^{2})}}}-1\right)}
- Aux "faibles" vitesses (c'est-à-dire petites devant celle de la lumière, soit tous les cas courants "classiques"), on obtient, (en première approximation) :

{\displaystyle E\simeq mc^{2}+(1/2)mv^{2}}
Cette formule montre que l'énergie totale de la particule est la somme d'une énergie au repos m.c2 inconnue de la mécanique newtonienne et de l'énergie cinétique classique (1/2)m.v2 ; aux "faibles" vitesses.
- Pour les vitesses très proches de celle de la lumière, c'est la quantité 1 - β = [1 - ('v/c)] qui compte.

On a :
{\displaystyle 1-\beta ^{2}=(1+\beta )(1-\beta )\simeq 2(1-\beta )}
De sorte que l'énergie totale peut alors s'écrire, (en première approximation) :
{\displaystyle E\simeq pc={\frac {mc^{2}}{\sqrt {2(1-\beta )}}}\equiv {\frac {mc^{2}}{\sqrt {2[1-(v/c)]}}}}

### Expressionrelativistede l'impulsion
D'autre part comme les composantes de la vitesse de la particule dans le référentiel du laboratoire sont :
{\displaystyle v_{x}=dx/dt\,;\qquad v_{y}=dy/dt\,;\qquad v_{z}=dz/dt}
En tenant compte du facteur de dilatation du temps entre dt et d{\displaystyle \tau }, on arrive à l'autre formule importante fournissant la valeur de l'impulsion dans le référentiel du laboratoire :
{\displaystyle p={\frac {mv}{\sqrt {1-(v^{2}/c^{2})}}}}

### Équivalence de l'énergie et de la masse au repos
Le quadrivecteur énergie-impulsion présente la caractéristique d'avoir sa norme, ou son carré scalaire (au sens du carré d'intervalle d'espace-temps), invariante lors d'un changement de référentiel. En bref la quantité :
{\displaystyle E^{2}/c^{2}\,-\,p^{2}\qquad {\text{avec :}}\qquad p^{2}=p_{x}^{2}+p_{y}^{2}+p_{z}^{2}}
est indépendante du référentiel dans lequel elle est calculée. Or dans le référentiel de la particule la vitesse est nulle, de même que l'impulsion, de sorte que la norme de cette quantité invariante vaut (m c)2. Dans n'importe quel référentiel on a donc la relation capitale suivante :
{\displaystyle E^{2}/c^{2}-p^{2}=(mc)^{2}}
ou encore :
{\displaystyle E^{2}-p^{2}c^{2}=m^{2}c^{4}}
(Les facteurs c qui s'introduisent dans ces formules assurent leur homogénéité, p a la grandeur de (m v), E celle de (m v 2).)
On peut faire plusieurs observations :
(i) La valeur de l'énergie totale de la particule dépend du référentiel de l'observateur. Cependant, la valeur de l'énergie de masse est identique dans tous les référentiels, et en particulier dans le référentiel propre de la particule. C'est donc une caractéristique intrinsèque de la particule.
(ii) Lorsque v tend vers c, {\displaystyle \gamma } tend vers l'infini, ce qui signifie qu'il faut une énergie infinie pour accélérer une particule jusqu'à atteindre la vitesse de la lumière. Cela est évidemment impossible. On arrive cependant à accélérer des particules à des vitesses très proches de c.
(iii) La relativité restreinte apparait dans tous les phénomènes physiques, même là où les vitesses intervenant ne sont pas « relativistes ». Un exemple flagrant est le défaut de masse de l'atome le plus simple : la masse de l'atome d'hydrogène {\displaystyle H_{1}^{1}} est inférieure à la somme des masses de l'électron et du proton d'une quantité juste égale à l'équivalent en masse de l'énergie d'ionisation de l'atome. Défaut de masse de l'ordre du dixième de milliardième. Cette réalité du défaut de masse apparait pour tous les autres atomes, ainsi que dans leurs liaisons moléculaires.
L’équivalence de la masse et de l'énergie est donnée par la célèbre relation E=mc2. Poser cette équivalence fut un pas révolutionnaire, car les concepts de matière et d'énergie étaient distincts jusque-là, bien que certains scientifiques, comme Poincaré et Lorentz, eussent indépendamment tenté le rapprochement dans le domaine de l'électromagnétisme. De nos jours, il ne faut pas non plus surestimer cette équivalence, car tandis que la masse est la norme du quadrivecteur énergie-impulsion, l'énergie n'est que l'une des composantes de ce quadrivecteur. La masse donnée par :
{\displaystyle m^{2}=(E^{2}-p^{2}c^{2})/c^{4}}
est invariante par changement de référentiel (elle est la même dans tout référentiel). L'énergie au contraire dépend du référentiel choisi, c'est évident puisque la vitesse changeant, l'énergie cinétique change aussi.

## Conservation du quadrivecteur énergie-impulsion d'un système isolé
En physique classique, la quantité de mouvement et l'énergie cinétique globales d'un système isolé se conservent au cours du temps, du moins quand les chocs sont élastiques. C'est une propriété compatible mais indépendante du principe de relativité galiléen. Un changement de référentiel galiléen donne de nouvelles valeurs à l'énergie cinétique et aux coordonnées de la quantité de mouvement du système, mais ces valeurs aussi sont conservées dans le temps, dans ce référentiel.
En relativité restreinte, c'est le quadrivecteur énergie-impulsion global d'un système isolé qui se conserve, et c'est aussi une propriété compatible et indépendante du principe de relativité d'Einstein. Les coordonnées de ce vecteur à quatre dimensions (quadrivecteur) regroupent l'énergie et la quantité de mouvement, et se conservent quelles que soient les interactions entre les éléments du système isolé. De même qu'en physique non relativiste, un changement de référentiel donne de nouvelles valeurs à l'énergie (coordonnée temporelle) et aux coordonnées de l'impulsion (coordonnées spatiales), et dans ce nouveau référentiel la conservation des valeurs de ces coordonnées, au cours du temps, est toujours valable.
Le principe de constance est le suivant :
Indépendamment des détails de l'expérience, le quadrivecteur d'un système isolé de particules se conserve dans toute interaction interne.
Autrement dit on peut écrire :
{\displaystyle \Sigma _{\text{(particules initiales J)}}\ \mathbf {p} _{\text{J}}=\Sigma _{\text{(particules finales K)}}\ \mathbf {p} _{\text{K}}\,.}
Puisque le quadrivecteur est conservé, chacune de ses composantes dans un système de référence donné (dont les valeurs dépendent du système choisi) est également conservée dans les collisions. La composante temporelle représentant l'énergie E du système et la composante spatiale représentant son impulsion {\displaystyle {\vec {p}}}, on aboutit donc pour chaque référentiel à deux lois de conservation, l'une pour l'énergie, l'autre pour la quantité de mouvement (ou impulsion).
Un exemple (académique)

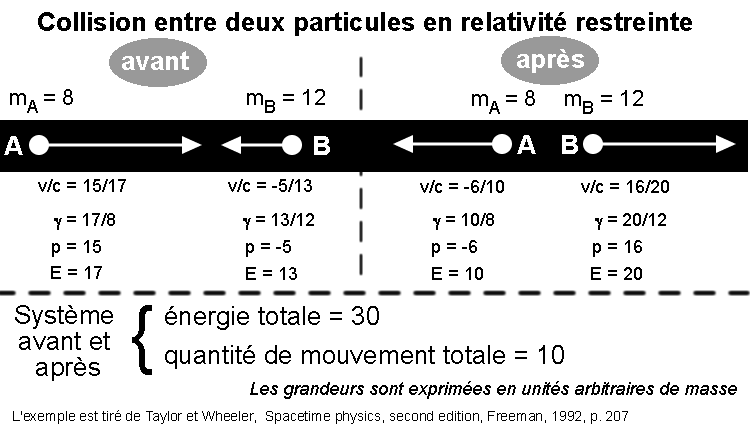
Conservation du quadrivecteur énergie-impulsion dans une collision.

Une collision de deux particules est représentée dans la figure ci-contre. Une particule A de masse 8 (en unités arbitraires) animée d'une vitesse v/c de 15/17 dirigée vers la droite frappe une particule de masse 12 arrivant en sens inverse avec une vitesse v/c de 5/13 (les chiffres ont été choisis pour que les calculs "tombent juste"). Après la collision, A rebondit dans l'autre sens en ayant communiqué à B une partie de sa quantité de mouvement. L'énergie totale, somme des énergies des particules A et B est conservée, de même que la quantité de mouvement totale. Les grandeurs E et p indiquées représentent en réalité (E/c2) et (p/c) et sont exprimées en unités de masse, arbitraires. Avec ces grandeurs on a la relation E 2 = p 2 + m 2. Le facteur γ est toujours défini par γ = [1 - (v/c)2]-1/2.

### Collision élastique
Dans un accélérateur de particules il arrive qu'une particule de très haute énergie heurte une particule au repos et communique à cette dernière une partie de son énergie cinétique. Si les seuls échanges d'énergie concernent précisément cette énergie cinétique (conservation de la quantité de mouvement du système), on dit que le choc est élastique. Les formules traduisant la conservation du quadrivecteur du système formé par ces deux particules permettent d'analyser la collision. En mécanique newtonienne la direction des deux particules de même masse après un choc forme un angle droit. Ce qui n'est pas le cas dans le cas des chocs entre particules relativistes où leurs directions forment un angle aigu. Ce phénomène est parfaitement visible sur les enregistrements de collisions effectués dans des chambres à bulles.

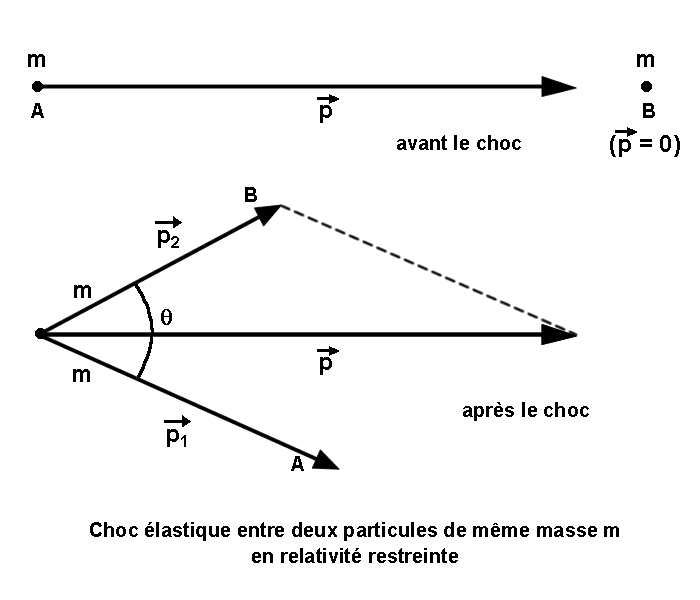
Collision élastique entre deux particules de même masse.

Considérons un électron de masse m et d'énergie très élevée frappant un autre électron initialement au repos. Les vecteurs impulsions des deux particules sont tracés sur la figure ci-contre. Avant le choc l'impulsion de l'électron incident est {\displaystyle {\vec {p}}}. Après le choc, les impulsions des deux électrons sont {\displaystyle {\vec {p}}_{1}} et {\displaystyle {\vec {p}}_{2}}. En écrivant l'énergie d'un électron comme la somme de son énergie au repos mc2 et de son énergie cinétique K, on peut écrire l'énergie totale du système avant la collision comme :
{\displaystyle E=mc^{2}+mc^{2}+K}
De même,
{\displaystyle E_{1}=mc^{2}+K_{1}}
{\displaystyle E_{2}=mc^{2}+K_{2}\,.}
La loi de conservation de l'énergie dit que E = E1 + E2 et par conséquent
{\displaystyle K=K_{1}+K_{2}\,,}
formule indiquant bien que l'énergie cinétique est conservée elle aussi (collision élastique).
La loi de conservation de la quantité de mouvement dit que
{\displaystyle {\vec {p}}={\vec {p}}_{1}+{\vec {p}}_{2}\,,}
et par conséquent si nous appelons θ l'angle entre les deux vecteurs {\displaystyle {\vec {p}}_{1}} et {\displaystyle {\vec {p}}_{2}}, on a la relation
{\displaystyle p^{2}=p_{1}^{2}+p_{2}^{2}+2p_{1}p_{2}\cos \theta }
d'où l'on tire
{\displaystyle \cos \theta ={\frac {p^{2}-(p_{1}^{2}+p_{2}^{2})}{2p_{1}p_{2}}}\,.}
En exprimant le carré de l'impulsion des différents électrons en fonction de leur énergie et de leur masse à l'aide des formules indiquées ci-dessus on obtient
{\displaystyle p^{2}c^{2}=(mc^{2}+K)^{2}-m^{2}c^{4}=K^{2}+2Kmc^{2}}
pour l'électron incident et
{\displaystyle p_{1}^{2}c^{2}=E_{1}^{2}-m^{2}c^{4}=(mc^{2}+K_{1})^{2}-m^{2}c^{4}=K_{1}^{2}+2K_{1}mc^{2}}
{\displaystyle p_{2}^{2}c^{2}=E_{2}^{2}-m^{2}c^{4}=(mc^{2}+K_{2})^{2}-m^{2}c^{4}=K_{2}^{2}+2K_{2}mc^{2}}
pour les électrons après le choc.
Comme K = K1 + K2 on aboutit facilement à la formule finalement simple
{\displaystyle \cos \theta ={\frac {K_{1}K_{2}}{(K_{1}^{2}+2K_{1}mc^{2})^{1/2}(K_{2}^{2}+2K_{2}mc^{2})^{1/2}}}\equiv \left(1+{\frac {2mc^{2}}{K_{1}}}\right)^{-1/2}\left(1+{\frac {2mc^{2}}{K_{2}}}\right)^{-1/2}}
Cette formule montre que cos θ est positif et donc que les directions des électrons de l'état final font entre elles un angle aigu.
On trouve facilement dans la littérature le traitement du cas où le choc est symétrique, les deux électrons possédant chacun la même énergie K1 = K2 = K/2. Dans cette situation particulière la formule générale devient
{\displaystyle \cos \theta ={\frac {K}{K+4mc^{2}}}}       pour une collision symétrique.
- Dans la limite newtonienne des faibles vitesses, les énergies cinétiques sont beaucoup plus petites que l'énergie au repos mc2 et par conséquent

{\displaystyle \cos \theta =\lim _{v\to 0}{\frac {\sqrt {K_{1}K_{2}}}{2mc^{2}}}=0}
tend vers zéro, ce qui signifie que l'angle θ tend vers π /2. C'est le résultat non relativiste.
- Dans la limite au contraire des très hautes énergies, ce sont les termes d'énergie cinétique qui sont beaucoup plus grands que le terme mc2 et par conséquent

{\displaystyle \cos \theta \simeq 1-{\frac {mc^{2}}{K_{1}}}-{\frac {mc^{2}}{K_{2}}}\,.}
Dans ce cas le cosinus tend vers 1, ce qui signifie que l'angle entre les vitesses des électrons tend vers zéro. Cela implique un comportement complètement différent du cas newtonien.
Les formules s'appliquent évidemment au cas de la collision entre deux protons.

### Diffusion Compton
Une application physique des formules de conservation de l'énergie et de la quantité de mouvement d'un système de particules est fournie par l'analyse de la collision entre un photon de haute énergie et un électron au repos, choc constituant ce que l'on appelle la diffusion Compton.

## Référentiel du centre d'inertie et masse d'un système de particules
Supposons connu un système isolé et constitué de particules sans interaction, dans un référentiel R : {\displaystyle E_{\mathrm {syst{\grave {e}}me} }=E_{s}=\Sigma _{\text{J}}\,E_{\text{J}}} et {\displaystyle {\vec {p}}_{\mathrm {syst{\grave {e}}me} }={\vec {p}}_{s}=\Sigma _{\text{J}}\,{\vec {p}}_{\text{J}}\,} sont connus et restent inchangés au cours du temps, dans ce référentiel.
En physique classique, les définitions du centre d'inertie, et d'un référentiel inertiel où ce centre est immobile, ne posent pas de problème : on utilise les vecteurs distances et les masses des corps. En physique relativiste, une définition semblable se heurte à une difficulté de choix (faut-il choisir les masses ou les énergies ?) sans critère décisif.
La définition employée est celle qui permet d'utiliser les égalités relativistes le plus simplement : le référentiel dit « du centre d'inertie » est le référentiel R* dans lequel l'impulsion totale est nulle, soit {\displaystyle \mathbf {p^{*}} =\Sigma _{\text{J}}\,\mathbf {p^{*}} _{\text{J}}={\vec {0}}}.
Dans ce référentiel, l'énergie E* du système vérifie l'égalité {\displaystyle \ E^{*2}-p^{*2}.c^{2}=E_{s}^{2}-p_{s}^{2}.c^{2}} car il ne s'agit que d'un changement de référentiel, donc {\displaystyle \ E^{*2}=E_{s}^{2}-p_{s}^{2}.c^{2}}.
La vitesse relative entre les référentiels R et R*, notée {\displaystyle \ v^{*}}, vérifie {\displaystyle \ p_{s}={\frac {E_{s}.v^{*}}{c^{2}}}}, mais cette vitesse est rarement utilisée dans les calculs.
La valeur de la masse totale M* du système ainsi obtenue est indépendante du référentiel dans lequel on l'évalue : {\displaystyle M^{*2}.c^{4}=E^{*2}=E_{s}^{2}-p_{s}^{2}.c^{2}\,.} Cette invariance par rapport aux changements de référentiel, et la vérification des formules du quadrivecteur impulsion du système font que cette définition répond à toutes les propriétés attendues pour une masse.
Par la conservation de l'énergie, et l'absence d'interaction (il n'y a donc pas d'énergie dans le système qui y soit consacrée), on a : {\displaystyle E^{*}=M^{*}.c^{2}=\Sigma _{j}E_{j}^{*}\,.}
Or l'énergie Ej* de chaque particule j (dans le repère R*) est la somme de l'énergie mj c2 correspondant à sa masse au repos mj additionnée à son énergie cinétique Kj* (toujours dans le repère R*), c'est-à-dire : {\displaystyle \ E_{j}^{*}=\gamma _{j}^{*}.m_{j}.c^{2}=m_{j}.c^{2}+K_{j}^{*}}. D'où :
{\displaystyle M^{*}=\Sigma _{j}m_{j}+(\Sigma _{j}K_{j}^{*}/c^{2})\,.}
Ce qui montre que : la masse totale d'un système de particules indépendantes est supérieure à la somme des masses individuelles des particules.

## La non-conservation de la masse
La conservation du quadrivecteur énergie-impulsion explique que dans une réaction la masse d'un système puisse ne pas se conserver pour se transformer en énergie, en partie ou en totalité. C'est ce qui se passe dans les réactions de fission, de fusion et d'annihilation de particules.

### Fission spontanée d'une particule
Supposons qu'un corps au repos, de masse M, se désintègre spontanément en deux parties de masses (masses au repos) respectives {\displaystyle \ m_{1}} et {\displaystyle \ m_{2}} : on montre qu'alors la masse M est supérieure à {\displaystyle \ (m_{1}+m_{2})} et que la différence prend la forme d'une énergie cinétique.
La loi de conservation de l'énergie donne {\displaystyle \ Mc^{2}=E_{1}+E_{2}>m_{1}.c^{2}+m_{2}.c^{2}} car {\displaystyle \ E_{i}=\gamma _{i}.m_{i}.c^{2}>m_{i}.c^{2}}, et donc {\displaystyle \ M>m_{1}+m_{2}}.
Dans le cas où {\displaystyle \ M<m_{1}+m_{2}}, cette désintégration ne peut pas être spontanée, elle ne peut se réaliser qu'après apport d'une énergie au moins égale à son « énergie de liaison » égale à {\displaystyle \ m_{1}.c^{2}+m_{2}.c^{2}-M.c^{2}}.
La loi de conservation de l'impulsion donne {\displaystyle {\vec {p}}_{1}+{\vec {p}}_{2}={\vec {0}}}, donc {\displaystyle p_{1}^{2}=p_{2}^{2}}, d'où on tire {\displaystyle \ E_{1}^{2}-E_{2}^{2}=m_{1}^{2}.c^{4}-m_{2}^{2}.c^{4}}.
Finalement, les égalités {\displaystyle \ Mc^{2}=E_{1}+E_{2}} et {\displaystyle \ E_{1}^{2}-E_{2}^{2}=m_{1}^{2}.c^{4}-m_{2}^{2}.c^{4}} permettent de déterminer les énergies des deux nouvelles particules : {\displaystyle \ E_{1}={\frac {M^{2}+m_{1}^{2}-m_{2}^{2}}{2M}}c^{2}} et {\displaystyle \ E_{2}={\frac {M^{2}+m_{2}^{2}-m_{1}^{2}}{2M}}c^{2}}. La différence de masses {\displaystyle \ M-(m_{1}+m_{2})} s'est convertie en énergie cinétique pour les deux nouvelles particules, énergie que l'on retrouve dans {\displaystyle \ E_{1}} et {\displaystyle \ E_{2}}.
On peut également calculer la norme des impulsions des deux particules, et donc aussi de leurs vitesses.
Une fission de particule implique aussi la conservation de nombres quantiques : la charge électrique, le spin, etc.

## Cas des particules de masse nulle
Les expressions donnant {\displaystyle E} et {\displaystyle p} en fonction de {\displaystyle m} et {\displaystyle v} conduisent à la formule
{\displaystyle p={\frac {v.E}{c^{2}}}}.
Si la vitesse de la particule est égale à la vitesse de la lumière (c'est-à-dire si {\displaystyle v=c}), alors {\displaystyle p=E/c}, en calculant {\displaystyle E^{2}-p^{2}c^{2}} on voit que la masse de la particule est forcément nulle. En sens inverse, si la masse de la particule est nulle, alors {\displaystyle p=E/c}, et par conséquent {\displaystyle v=c}.
Donc « une particule est de masse nulle » est équivalent à « sa vitesse est la vitesse de la lumière ».

## Exemples des rayons cosmiques et des muons
On détecte en astronomie des particules porteuses d'une énergie colossale : les rayons cosmiques. Bien que leur mécanisme de production demeure encore mystérieux, on peut mesurer leur énergie. Les nombres considérables que l'on obtient montrent que leur analyse exige l'emploi des formules de la relativité restreinte. Les rayons cosmiques fournissent donc une illustration idéale de la théorie d'Einstein .
On détecte des particules jusqu'à des énergies invraisemblables de l'ordre de 1020 électron-volts, soit cent EeV. Supposons donc qu'un rayon cosmique soit un proton de 1020 eV. Quelle est la vitesse de cette particule ?
Dans l'expression donnant l'énergie E, le terme m c2 représente l'énergie de la masse au repos de la particule. Celle du proton est d'environ 1 GeV, soit 109 eV. Le rapport entre E et m c2 est donc égal à 1020/109=1011 et n'est autre que le facteur d'étirement du temps {\displaystyle \gamma =\left(1-\left({\frac {v}{c}}\right)^{2}\right)^{-{\frac {1}{2}}}}. Quelle est la vitesse de ce proton ? En écrivant {\displaystyle 1-\left({\frac {v}{c}}\right)^{2}=\left[1+\left({\frac {v}{c}}\right)\right]\left[1-\left({\frac {v}{c}}\right)\right]\simeq 2\left[1-\left({\frac {v}{c}}\right)\right]} on trouve que
{\displaystyle 1-\left({\frac {v}{c}}\right)=0,5\times 10^{-22}.}
Autrement dit la vitesse du proton considéré est quasiment égale à la vitesse de la lumière. Elle n'en diffère que par moins de 10-22 (mais ne peut en aucun cas l'égaler).
Voyons ce que ces chiffres impliquent pour les facteurs relativistes existant entre le référentiel propre de la particule et le référentiel terrestre. Notre Galaxie, d'un diamètre d'environ 100 000 années-lumière, est traversée par la lumière en 100 000 ans. Pour un observateur terrestre, le proton traverse la Galaxie dans le même temps. Dans le référentiel du proton relativiste, le temps correspondant est 1011 fois plus faible, et vaut donc 30 secondes (une année fait 3×107 secondes). Il traverse notre Galaxie en 30 secondes de son temps propre mais en 100 000 ans de notre temps terrestre.

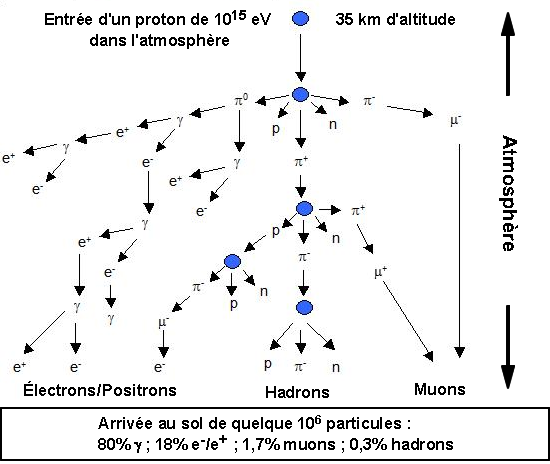
Cascade de particules atmosphériques déclenchée par un proton incident.

Lorsque ce rayon cosmique heurte un atome d'oxygène ou d'azote de l'atmosphère terrestre à une altitude de l'ordre de 20 à 50 kilomètres au-dessus du sol, une gerbe de particules élémentaires se déclenche contenant en particulier des muons. Une partie d'entre eux se dirigent vers le sol avec une vitesse pratiquement égale à celle de la lumière, de 300 000 kilomètres par seconde dans le référentiel terrestre. Ces particules traversent donc les quelque 30 kilomètres d'atmosphère en 10-4 seconde (ou 100 microsecondes).
Dans le référentiel où il est au repos, un muon a une demi-vie de 2 μs (2 microsecondes, ou 2 × 10-6 s). Cela signifie que parmi un ensemble de muons produits au sommet de l'atmosphère, la moitié auront disparu au bout de 2 microsecondes, transformés en d'autres particules. Une moitié des muons restants disparaîtront au bout d'encore 2 microsecondes et ainsi de suite. Si la demi-vie était la même (2 microsecondes) dans le référentiel terrestre, en 10-4 seconde de traversée de l'atmosphère les muons auraient compté 10-4 / 2×10-6 = 50 demi-vies. Par conséquent leur nombre serait réduit à l'arrivée au sol par un facteur de (1/2)50, soit environ 10-15, de sorte qu'en pratique aucun muon ne l'atteindrait.
Or les mesures indiquent qu'environ 1/8, soit (1/2)3, des muons initiaux parviennent à la surface terrestre, ce qui prouve qu'ils n'ont subi que 3 divisions de leur nombre par 2 et non 50. Autrement dit le temps de traversée de l'atmosphère dans leur référentiel propre est de 3 demi-vies et non 50, soit 6 microsecondes seulement (et non 100 microsecondes). Ce résultat constitue une preuve forte de la justesse de la relativité restreinte et notamment du phénomène d'étirement du temps propre (ici celui du muon) lorsqu'on effectue les mesures dans un référentiel extérieur (ici celui de la Terre). Dans l'exemple numérique choisi le facteur de dilatation du temps {\displaystyle \gamma =[1-(v/c)^{2}]^{-(1/2)}} est de 100/6.
On peut en déduire la vitesse et l'énergie des muons. En effet, on a comme dans le calcul précédent
{\displaystyle 1-(v/c)^{2}=2\times [1-(v/c)]=(6/100)^{2}\,,}
ce qui conduit à
{\displaystyle 1-(v/c)\simeq 2\times 10^{-3}\ .}
Comme la masse d'un muon est d'environ 100 MeV, l'énergie de la particule est 100/6 fois plus grande, soit d'environ 2000 MeV ou 2 GeV.

## Électromagnétismeet relativité restreinte
Dans l'espace newtonien à trois dimensions, une particule de charge q placée dans un champ électrique {\displaystyle {\vec {E}}} et un champ magnétique {\displaystyle {\vec {B}}} est soumise à la force de Lorentz et l'équation qui régit son mouvement est
{\displaystyle d{\vec {p}}/dt=\,q\,({\vec {E}}\ +{\vec {v}}\wedge {\vec {B}})\,.}
Pour transposer cette formule en mécanique relativiste, on devra considérer le quadrivecteur énergie-impulsion {\displaystyle \mathbf {p} } à la place du vecteur {\displaystyle {\vec {p}}} et évaluer le taux de variation de ce quadrivecteur non dans le référentiel d'un observateur galiléen quelconque mais dans le référentiel propre de la particule. Le membre de gauche sera donc de la forme {\displaystyle d\mathbf {p} /d\tau }, où {\displaystyle \tau } est le temps propre de la particule chargée. À droite on trouvera un objet indépendant du référentiel choisi et qui en outre sera forcément une fonction linéaire de la vitesse {\displaystyle {\vec {v}}} de la particule. En effet la partie spatiale de l'équation de la dynamique est linéaire en {\displaystyle \,{\vec {v}}\,} puisqu'elle s'écrit
{\displaystyle d{\vec {p}}/d\tau =\gamma d{\vec {p}}/dt=\gamma q({\vec {E}}\ +{\vec {v}}\wedge {\vec {B}})=q(u_{0}{\vec {E}}/c+{\vec {u}}\wedge {\vec {B}})\,.}
Dans cette expression {\displaystyle \,u_{0}\,} et {\displaystyle {\vec {u}}} sont les composantes dans un référentiel lorentzien du quadrivecteur vitesse {\displaystyle \mathbf {u} \,}, lequel peut donc s'écrire :
{\displaystyle \mathbf {u} =(u_{0},{\vec {u}})=\left({\frac {c}{\sqrt {1-(v^{2}/c^{2})}}},{\frac {\vec {v}}{\sqrt {1-(v^{2}/c^{2})}}}\right)\equiv (\gamma c,\gamma {\vec {v}})\,.}
De façon explicite l'équation ci-dessus se décompose sur les trois axes de la façon suivante :
{\displaystyle {\begin{cases}dp_{x}/d\tau =q(u_{0}E_{x}/c+u_{y}B_{z}-u_{z}B_{y})\\dp_{y}/d\tau =q(u_{0}E_{y}/c+u_{z}B_{x}-u_{x}B_{z})\\dp_{z}/d\tau =q(u_{0}E_{z}/c+u_{x}B_{y}-u_{y}B_{x})\end{cases}}}
De son côté la composante temporelle de l'équation de la dynamique (qui correspond à la loi donnant la variation de l'énergie) s'écrit
{\displaystyle dp_{0}/d\tau =\gamma d(W/c)/dt=\gamma q({\vec {E}}/c)\cdot {\vec {v}}\equiv q({\vec {E}}/c)\cdot {\vec {u}}\,,}
où W est le travail de la force {\displaystyle q{\vec {E}}\,.}
En rassemblant les équations écrites ci-dessus dans le cadre d'un espace-temps à quatre dimensions, le taux de variation du quadrivecteur énergie-impulsion est donné par
{\displaystyle {\begin{pmatrix}dp_{0}/d\tau \\dp_{x}/d\tau \\dp_{y}/d\tau \\dp_{z}/d\tau \end{pmatrix}}=q{\begin{pmatrix}0&E_{x}/c&E_{y}/c&E_{z}/c\\E_{x}/c&0&B_{z}&-B_{y}\\E_{y}/c&-B_{z}&0&B_{x}\\E_{z}/c&B_{y}&-B_{x}&0\end{pmatrix}}{\begin{pmatrix}u_{0}\\u_{x}\\u_{y}\\u_{z}\end{pmatrix}}}
L'équation matricielle que nous venons d'écrire montre qu'en relativité restreinte le champ magnétique et le champ électrique constituent une entité unique. En réalité la présentation précédente est quelque peu incorrecte dans la mesure où pour tirer parti de toute la puissance de la théorie relativiste il est nécessaire de faire appel aux tenseurs. L'équation matricielle ci-dessus est la traduction en termes de composantes de l'équation tensorielle, indépendante, elle, de tout système de coordonnées
{\displaystyle d\mathbf {p} /d\tau =q\mathbf {F} (\mathbf {u} )\,.}
{\displaystyle \mathbf {F} } est le tenseur du champ électromagnétique (ou tenseur de Maxwell ou tenseur de Faraday). C'est cet objet qui représente physiquement le champ électromagnétique. Ses composantes dans un certain système de coordonnées sont données par la matrice écrite ci-dessus.

## Vocabulaire
1. Observateur : humain ou appareil de détection possédant une horloge lui permettant de lire l'heure et éventuellement, s'il fait partie d'un groupe constitué, portant une marque indiquant sa position.
2. Référentiel galiléen, appelé aussi « référentiel de Lorentz » ou « référentiel inertiel » : ensemble d'observateurs se déplaçant librement dans l'espace loin de toute masse, dont les distances mutuelles ne changent pas au cours du temps (ils sont au repos les uns par rapport aux autres) et qui ont synchronisé leurs horloges.
3. Événement : un événement est tout phénomène localisable dans le temps et l'espace, comme la naissance d'un individu, le départ d'une fusée ou le tir d'un pétard. Il est indépendant des coordonnées de temps et d'espace qui permettent éventuellement de le localiser, cependant il est commode en pratique de repérer les événements par leurs coordonnées relativement à un repère, à savoir le point où l'événement se produit et la date à laquelle il se produit dans ce repère.

En relativité restreinte une longueur et un temps devraient se mesurer avec la même unité (ce que nous n'avons pas fait ici de façon systématique). En astronomie on choisit l'unité de temps et on mesure une distance par le temps qu'il faut à la lumière pour couvrir cette distance. Par exemple qu'une galaxie soit située à cinq millions d'années-lumière de la nôtre signifie que la lumière met cinq millions d'années pour parcourir la distance qui nous en sépare. Remarquons que dans la vie courante on dira facilement que Paris, par exemple, est à trois heures de train de Montpellier, ce qui revient exactement à mesurer une distance en temps. D'ailleurs, depuis 1983, l'unité de temps (la seconde) est la seule à être définie directement par le Système international d'unités (SI), l'unité de longueur (le mètre) étant défini comme la distance que parcourt la lumière en un temps précis (ce qui revient à fixer définitivement et exactement la valeur de c à 299 792 458 m/s).